# Deutsches Archäologisches Institut Athen
Das Deutsche Archäologische Institut, Abteilung Athen (griechisch Γερμανικό Αρχαιολογικό Ινστιτούτο Αθηνών, kurz auch DAI Athen) ist eine Auslandsabteilung des Deutschen Archäologischen Instituts und eines von 17 ausländischen archäologischen Instituten in Griechenland.

## Geschichte

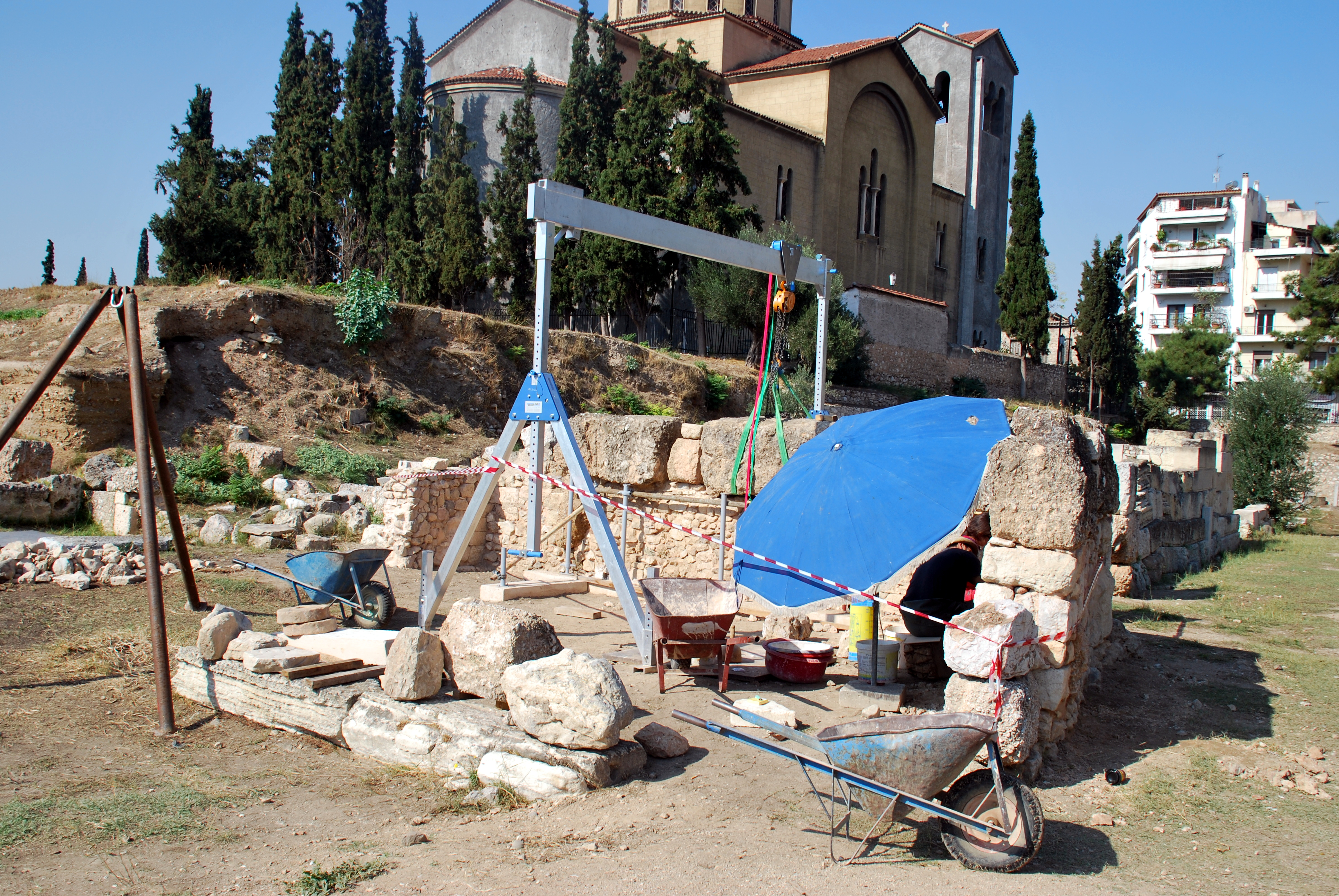
Restaurierungsarbeiten auf dem Kerameikos 2012

Die Athener Abteilung des Deutschen Archäologischen Instituts (DAI) wurde am 17. März 1872 auf Beschluss des Deutschen Reichstags als zweite Auslandsabteilung des DAI gegründet und war damit das zweite archäologische Institut in Athen, nachdem Frankreich bereits seit 1846 mit der École française d’Athènes vertreten war. Die Eröffnung fand am 9. Dezember 1874, dem Geburtstag Johann Joachim Winckelmanns, in Athen statt. Das spätklassizistische Gebäude in der Phidiasstraße 1 (Fidiou 1), in dem das DAI Athen seit 1888 seinen Sitz hat, ließ Heinrich Schliemann nach Plänen Ernst Zillers und Wilhelm Dörpfelds erbauen. 1899 konnte es von den Erben Schliemanns durch das Deutsche Reich erworben werden.
Sekretäre und Erste Direktoren
- Otto Lüders 1872–1874
- Ulrich Köhler 1875–1886
- Eugen Petersen 1886–1887
- Wilhelm Dörpfeld 1887–1912

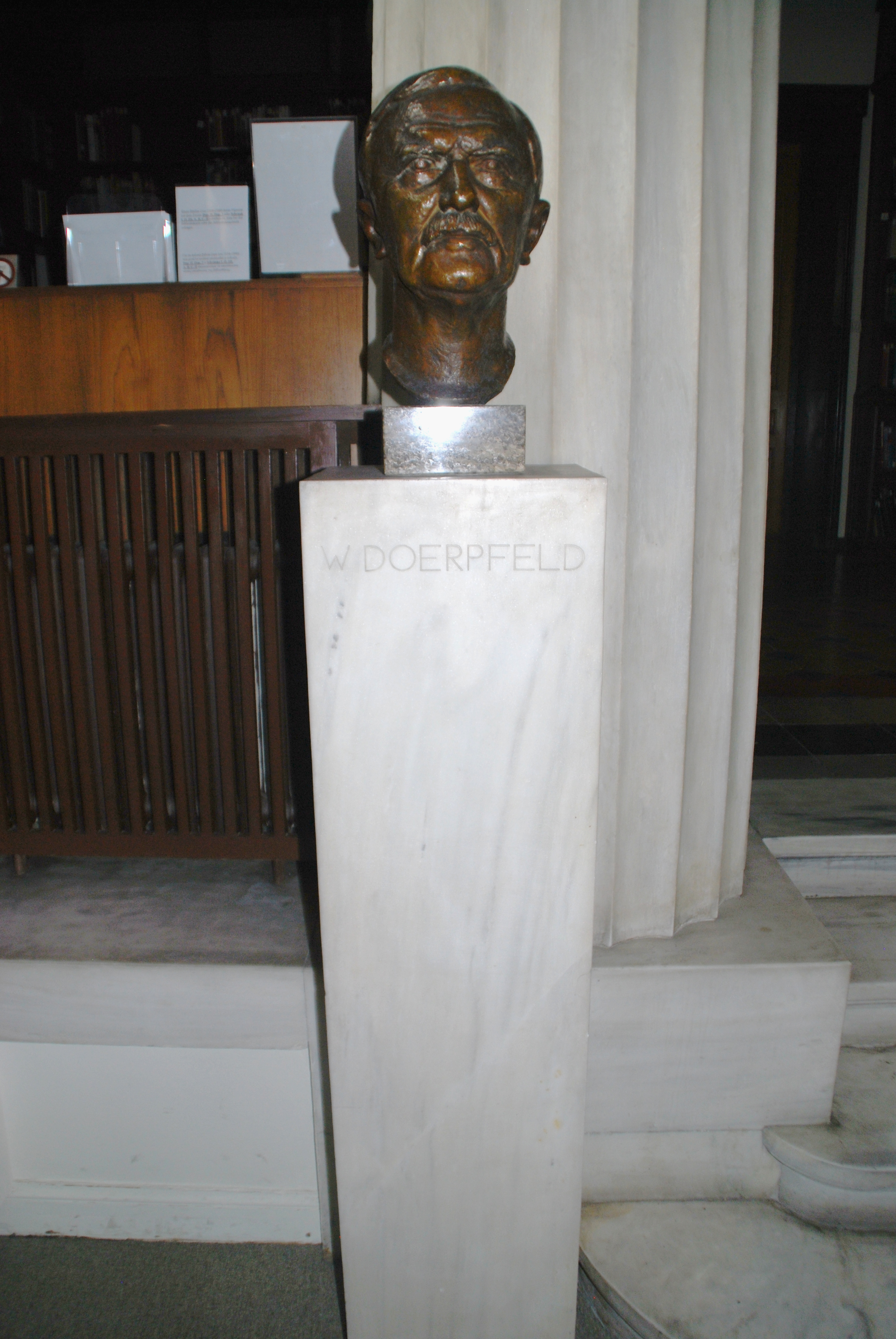
Büste Wilhelm Dörpfelds in der Bibliothek der Abteilung

- Georg Karo 1912–1919 und 1930–1936
- Ernst Buschor 1921–1929
- Walther Wrede 1937–1944
- Emil Kunze 1951–1966
- Ulf Jantzen 1967–1974
- Helmut Kyrieleis 1975–1988
- Klaus Fittschen 1989–2001
- Wolf-Dietrich Niemeier 2001–2013
- Katja Sporn seit 2014

Zweite Direktoren
- Hubert Knackfuß 1912–1919
- Walther Wrede 1927–1936
- Karl Kübler 1937–1945
- Dieter Ohly 1953–1962
- Franz Willemsen 1962–1975
- Klaus Kilian 1975–1987
- Hermann J. Kienast 1987–2005
- Reinhard Senff 2004–2022
- Oliver Pilz ab 2022

## Aufgaben
Die Aufgabe der Abteilung Athen ist die Unterstützung und Durchführung von Forschungen zur Klassischen Altertumswissenschaft und von archäologischen Forschungen deutscher Wissenschaftler. Regelmäßig beherbergt die Abteilung deutsche und ausländische Wissenschaftler, vor allem auch die Reisestipendiaten des Deutschen Archäologischen Instituts. Darüber hinaus lädt die Abteilung Athen in unregelmäßigen Abständen zu wissenschaftlichen Vorträgen von Mitgliedern oder Gästen des Instituts und veranstaltet Exkursionen zu archäologischen Stätten.

## Einrichtungen und Forschung

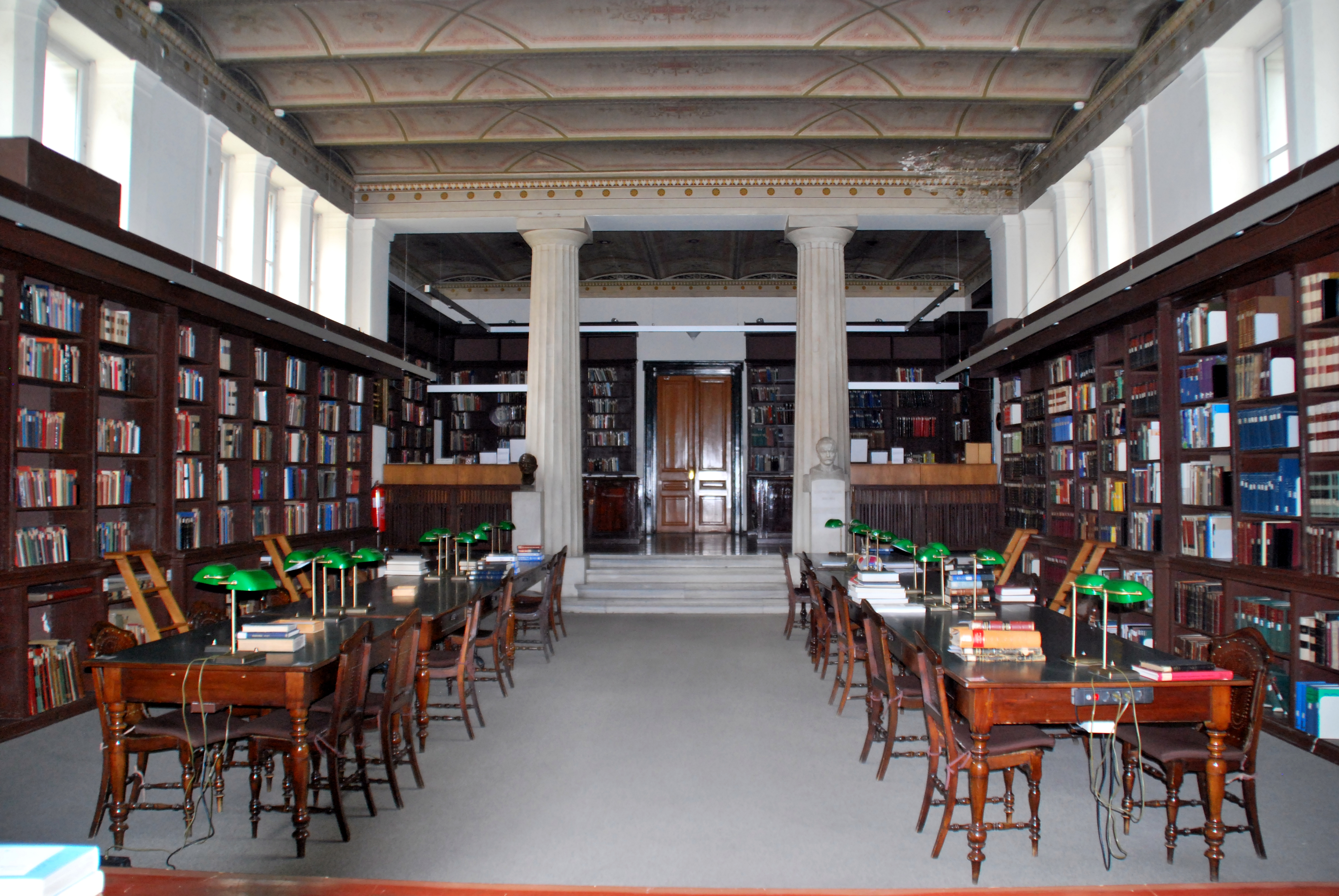
Blick in den Lesesaal der Bibliothek

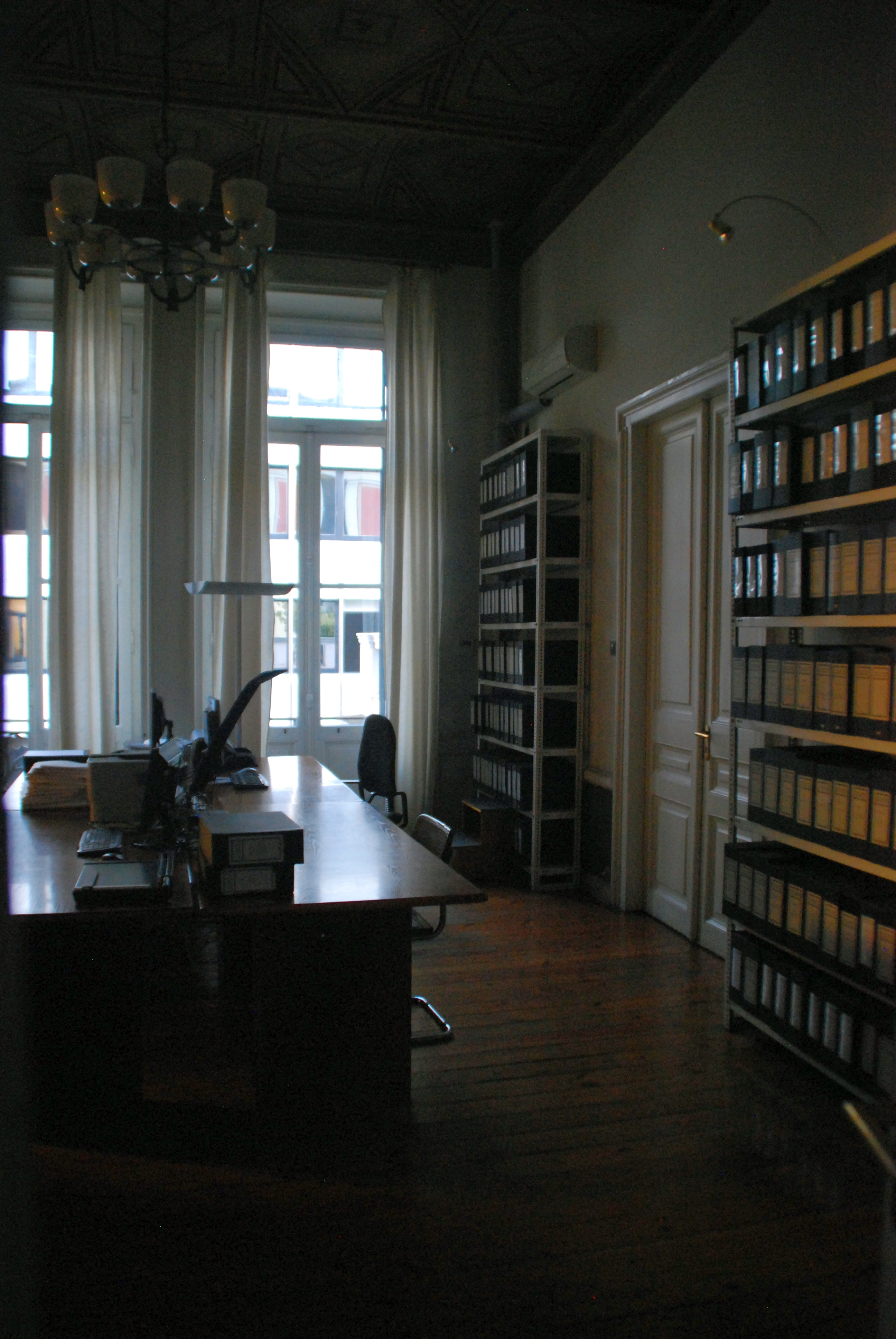
Blick in die Positiv-Sammlung der Fotothek

Die Abteilung Athen besitzt mit rund 70.000 Bänden eine der größten archäologischen Bibliotheken in Griechenland. Sammelschwerpunkt ist die Archäologie Griechenlands von der Bronzezeit bis zur Spätantike. Der Buchbestand ist nahezu vollständig über den online-Katalog ZENON der DAI-Bibliotheken erschlossen.
Die bereits bald nach Institutsgründung im 19. Jahrhundert begründete und systematisch ausgebaute Fotosammlung umfasst mittlerweile 140.000 Aufnahmen nach eigenen Negativen, darunter allein etwa 60.000 alte Glasnegative. Darüber hinaus besitzt die Sammlung 50.000 Aufnahmen ohne eigene Negative.
Daneben unterhält die Abteilung ein allgemeines Archiv zu ihrer Geschichte, die vor allem zahlreiche Briefwechsel bedeutender Archäologen und Altertumswissenschaftler umfasst. Des Weiteren besitzt das Institut die Grabungsarchive der von ihm durchgeführten Ausgrabungen.
Aktuelle Forschungsvorhaben widmen sich dem Heiligtum von Kalapodi, dem Kerameikos in Athen, dem antiken Olympia, in dem seit 1874 systematische Ausgrabungen unter deutscher Leitung stattfinden, dem Heraion von Samos, dem mykenischen Tiryns und der Topographie Triphyliens auf der Peloponnes. Forschungen im Kabirion bei Theben und in Orchomenos wurden mittlerweile abgeschlossen. Mitarbeiter der Athener Abteilung sind auch in der Türkei an Untersuchungen in Osrhoene und Milet beteiligt.

## Publikationen
Die Abteilung Athen gibt seit 1876 die jährlich erscheinende Zeitschrift Mitteilungen des Deutschen Archäologischen Instituts, Athenische Abteilung heraus. In unregelmäßigen Abständen erscheinen Beihefte zu dieser Zeitschrift. Darüber hinaus werden Monographien herausgegeben.